# Fânațele Suatu I și II
Fânațele Suatu I și II alcătuiesc o arie protejată de interes național ce corespunde categoriei a IV-a IUCN (rezervație naturală botanic), sitată în județul Cluj, pe teritoriul administrativ al comunei Suatu.
Rezervația naturală este alcătuită din două parcele cu o suprafață totală de 9,20 ha, una în partea nord-estică și a II-a în sud-estul satului Suatu și reprezintă o zonă de pășuni și fânețe pe a căror arii, în rupturile rezultate din alunecările de teren, vegetează o specie de astragalus, cunoscută sub denumirea populară de lintea-pratului (Asrtgalus péterfii), un relict glaciar floristic, cu o deosebită importanță științifică, aflat pe teritoriul României.